# Краймбах-Каульбах
Краймбах-Каульбах (нем. Kreimbach-Kaulbach) — община в Германии, в земле Рейнланд-Пфальц. 
Входит в состав района Кузель. Подчиняется управлению Вольфштайн.  Население составляет 822 человека (на 31 декабря 2010 года). Занимает площадь 9,05 км².